# Léon Foucault
Jean Bernard Léon Foucault ([žán bernár léon fukó]; 18. září 1819 Paříž – 11. února 1868 Paříž) byl francouzský fyzik a astronom, známý především svým experimentem demonstrujícím rotaci Země kolem své osy (Foucaultovo kyvadlo). 

## Život
Narodil se v Paříži, ale kvůli chabému zdraví otce se rodina přestěhovala do Nantes. Po otcově smrti v roce 1829 se s matkou vrátil do Paříže. Studoval na Stanislavově koleji, ale kvůli špatným výsledkům a problémům se zrakem ho matka ze školy odhlásila a zajistila mu domácí učitele. Během dospívání se začal zajímat  o techniku, zkoušel konstruovat různé přístroje, např. mechanický telegraf, model parní stroj. Navázal celoživotní přátelství se spolužákem Hippolytem Fizeauem, se kterým spolupracoval na různých experimentech, např. měření rychlosti světla, zkoumali intenzitu slunečního záření nebo světlo obloukové lampy.
Na přání své matky začal v roce 1839 studovat medicínu, ale protože nesnášel pohled na krev, přešel na studia fyziky. Společně s L. Daguerrem se zabýval fotografickými pokusy. Po tři roky dělal asistenta Alfrédovi Donnému při anatomických pozorováních mikroskopem. Foucault pracoval na zlepšení celého mikroskopu: od osvětlení preparátu až po kvalitní čočky. Foucaultovi se podařilo vyvinout metodu fotografování pomocí mikroskopu. Své zkušenosti s fotografováním uplatnil později při pozorování úplného zatmění Slunce ve Španělsku. Od roku 1845 byl šéfredaktorem vědecké sekce časopisu Journal des débats. O svých experimentech psal články do vědeckých časopisů.
V letech 1850–1851 se mu pomocí metody rotujícího zrcadla, kterou vyvinul, podařilo velmi přesně změřit rychlost světla, kterou určil na 298 000 km/s. Prokázal, že světlo se ve vodě šíří pomaleji než ve vzduchu. Za tento objev získal doktorát na přírodovědecké fakultě na Sorbonně.

### Foucaultovo kyvadlo
Proslavil se mj. pokusem s tzv. Foucaultovým kyvadlem v pařížském Pantheonu, kterým ukázal, že Země je v důsledku své rotace neinerciální vztažná soustava. Za tuto demonstraci, zdokonalení gyroskopu a různá bádání v experimentální fyzice byl roku 1855 oceněn Copleyho medailí Královské společnosti v Londýně.

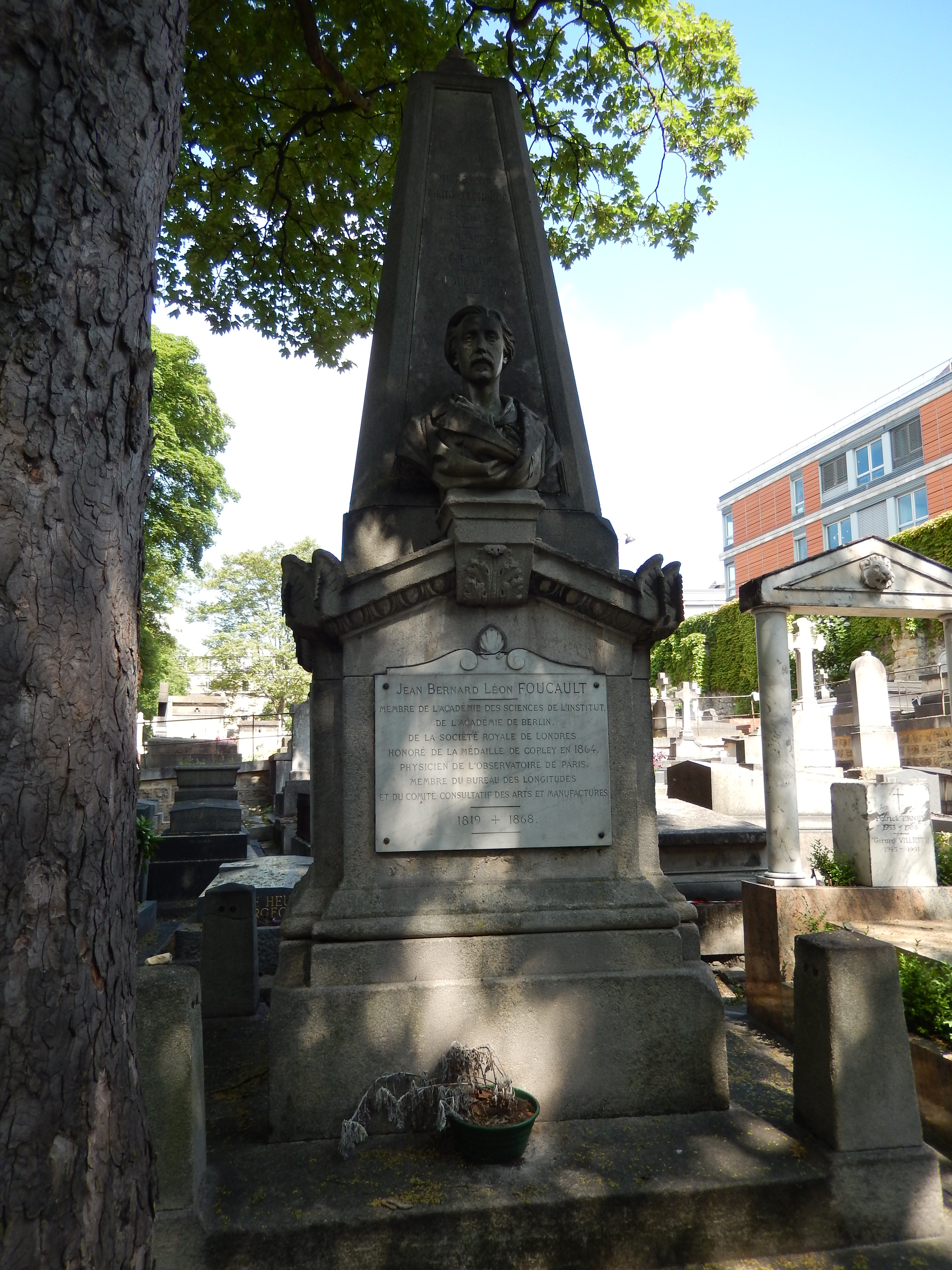
Foucaultův hrob na hřbitově Montmartre (Paříž)

Ve stejném roce se stal asistentem fyziky na Císařské observatoři v Paříži. Od roku 1858 vyvíjel dalekohledy se zrcadly s tenkou vrstvou stříbra, což umožňovalo pozorovat Slunce bez nebezpečí pro oči. Studoval tzv. vířivé proudy v kovech a vyvinul komorový fotometr, který porovnával osvětlovací výkon dvou světelných plynů používaných v Paříži. Podařilo se mu vyvinout z obloukové lampy nejpoužívanější elektrický zdroj světla v tehdejší době.  
V roce 1862 byl jmenován členem Bureau des longitudes (Úřad pro zeměpisné délky, který hrál vedoucí roli ve vývoji astronomie ve Francii) a důstojníkem Čestné legie. V roce 1864 byl přijat jako zahraniční člen Královské společnosti v Londýně a následující rok vstoupil do mechanické sekce Akademie věd.
Léon Foucault zemřel svobodný ve věku 48 let  ve svém domě v Paříži na rue d'Assas 34.  Přesná příčina smrti je nejasná, i když se předpokládá, že mohlo jít o roztroušenou sklerózu, mrtvici nebo následky jeho dlouholetých experimentů s chemikáliemi, zejména rtutí. Je pohřben na hřbitově Montmartre.
Je jedním ze 72 významných mužů, jejichž jméno je zapsáno na Eiffelově věži v Paříži. Jeho socha je také jednou ze 146 soch umístěných na fasádě budovy pařížské radnice Hôtel de ville de Paris. Na jeho počest byl pojmenován asteroid 5668 Foucault a Foucaultův měsíční kráter.

### Reference

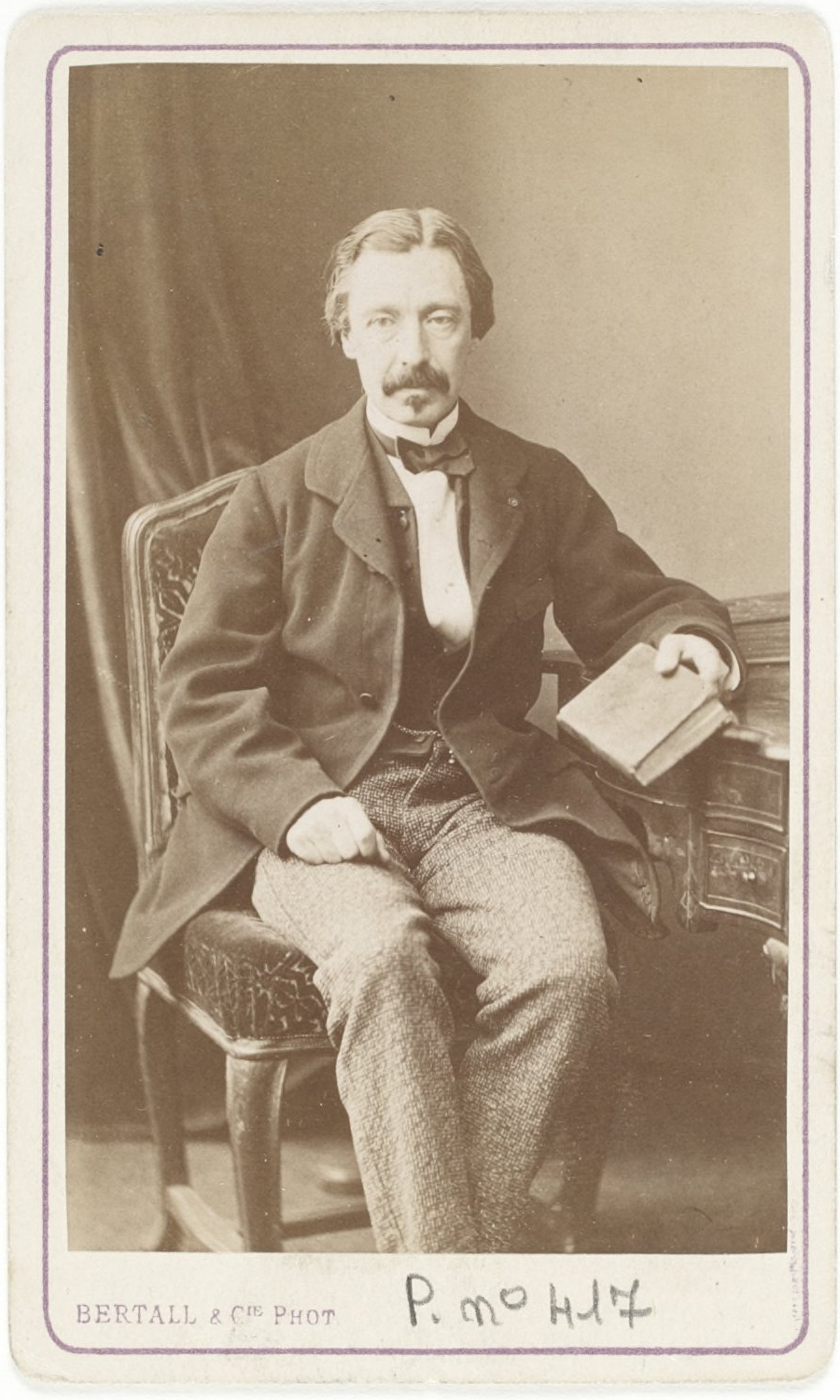
Portrét J. B. Léona Foucaulta (1882)